# Марки Post & Go
Марки Post & Go («Отправь и иди»), также называемые англ. Faststamps («Быстрые марки»), — марки печатающих автоматов, которые печатаются на самоклеящихся виньетках и продаются в автоматах по продаже почтовых марок Королевской почтой в Великобритании, а также Почтой Джерси, Почтой Гернси, Королевским почтовым ведомством Гибралтара и Q-Post (Катар).
Первые испытания системы под названием «Weigh and Vend» («Взвесить и продать») были проведены Royal Mail и компанией Post Office Ltd. в апреле 2004 года в трех отдельных почтовых отделениях. Хотя автоматы обслуживали ряд различных категорий почтовых отправлений, очевидная сложность и относительная медлительность отпугивали клиентов. Автоматы Post and Go от трех поставщиков (IBM, Fujitsu и Pitney-Bowes) тестировались в 2007 году в девяти местах, а в 2008 году на смену этим автоматам пришли автоматы компании Nixdorf, и по всей стране были установлены 700 автоматов.
Первые автоматы по продаже марок «Post & Go» компании Nixdorf были установлены в здании Галереи (The Galleries) в Бристоле 8 октября 2008 года, а 10 октября 2008 года они были установлены в почтовых отделениях Сандерленда и Саут-Шилдса.
Известны две основные группы почтовых марок «Post & Go»:
- Марки со служебными надписями и без явно напечатанного номинала существуют для различных почтовых отправлений, таких как письма и открытки наименьшего веса, которые отправляются первым классом (First Class Mail), вторым классом (Second Class Mail) или авиапочтой (Air Mail). Они могут быть напечатаны как на виньетках с так называемым изображением головы королевы Елизаветы II типа Машен, так и с полем с графическим изображением и небольшим силуэтом головы королевы в углу марки.
- Другая группа — это марки для таких видов почтовых отправлений, как более тяжёлые письма и бандероли, стоимость пересылки которых зависит от веса. На них указан вид почтового отправления и цена. Первоначально на них было только защитное печатное изображение с левой стороны и дата отправления («post by» — «отправить до») (для отправления не позднее, чем на следующий день после выпуска), причём их не предполагалось гасить почтовым штемпелем (это аналогично использованию виньеток типа Horizon). Нынешние марки открытого номинала (Open value stamps) печатаются только на этикетках с рисунком головы Машен, не имеют даты «отправить до» и выступают в почтовом обращении как и любые другие почтовые марки.

На рисунках почтовых марок типа «Post & Go» Великобритании до сих пор (2015) присутствуют изображения государственного флага Соединённого Королевства, различных животных и цветов, морских путешествий и гербовых фигур.
Марки Post & Go также выпускаются на Джерси с 2014 года и на Гернси, Гибралтаре и Катаре с 2015 года. Джерси выпустил марки с изображением флага страны, а также серию с изображением охраняемых животных, тогда как на всех подобных марках Гернси и Гибралтара изображены их флаги. На марках Катара изображён герб страны.
Марки Post & Go с дополнительными надписями выпускались по случаю различных филателистических мероприятий, а также для отдельных учреждений.
Большое количество возможных комбинаций видов почтовых отправлений, дизайнов и дополнительных надписей бросают вызов коллекционерам.
Номер, надпечатываемый в нижнем левом углу марок позволяет отследить их происхождение, поскольку первые шесть цифр в номере соответствуют автомату, в котором были проданы марки.